# Enzyklopädie des Mormonismus
| Enzyklopädie des Mormonismus | Enzyklopädie des Mormonismus              |
| ---------------------------- | ----------------------------------------- |
| Englischer Name              | Encyclopedia of Mormonism                 |
| Erscheinungsland             | Vereinigte Staaten                        |
| Herausgeber und Verlag       | Macmillan Publishers (Vereinigte Staaten) |
| Ersch.Jahr                   | 1992                                      |
| Sprache(n)                   | Englisch und Deutsch                      |
| Seitenumfang                 | 1,850 in 1500 Artikeln                    |
| Thema                        | Mormonentum                               |
| ISBN                         | ISBN 978-0-02-904040-9                    |
| OCLC                         | OCLC 24502140                             |
| Weblinks                     | Englische Version, Deutsche Version       |
| Autor und Editor             |                                           |
| Daniel H. Ludlow             |                                           |

Die Enzyklopädie des Mormonismus ist eine halbamtliche Enzyklopädie für Themen, die für die Kirche Jesu Christi der Heiligen der Letzten Tage  relevant sind. Sie ist online frei verfügbar.

## Hintergrund
Die Enzyklopädie enthält fast 1500 Artikel, inklusive einiger kurzer anonymer Einträge (vergleichbar mit Wikipedia-Stubs) in vier Bänden und wurde im Jahre 1992 veröffentlicht. Der Text besteht aus fast einer Million Wörtern und über 1850 Seiten inklusive Bildern, Landkarten, Tabellen, Fußnoten und Literaturverzeichnis. Der Titel für die Enzyklopädie des Mormonismus wurde ausgewählt von Macmillan Publishers, dem säkularen Verleger, der die Idee für das Projekt hatte.
Es gab über 730 Mitarbeitende, aus einer Vielzahl von Themengebieten, die meisten von ihnen waren Mormonen mit akademischem Hintergrund. Eine Vielzahl waren Hochschullehrer an der kircheneigenen Brigham Young University (BYU). Die meisten Autoren trugen nur einen Artikel bei, wenige mehr als drei oder vier. Bekannte Mitarbeiter waren Steven R. Covey, Hugh Nibley und Jeffrey R. Holland.
Der Herausgeber der Enzyklopädie des Mormonismus, Daniel H. Ludlow, gab bekannt, dass er die Bücher so professionell wie möglich machen wollte. Die meisten Artikel sind von akademisch ausgewiesenen Fachleuten geschrieben. HLT Generalautoritäten (die spirituellen Führer der Kirche) schrieben wenig in der Enzyklopädie und wenn doch, dann nur zu Artikeln über die Bereiche, die in ihre kirchlichen Zuständigkeiten fielen oder die Vorstände  bestimmter Bereiche waren. Aus Gründen der Perspektive wurde es gestattet, dass Nichtmormonen wichtige Artikel schrieben. Zum Beispiel schrieb ein Nichtmormone über die Außenwirkung des Mormonentums und der offizielle Historiker der Gemeinschaft Christi schrieb über diese.

## Themen
Die Enzyklopädie des Mormonismus enthält lange Artikel zu Schlüsselthemen des Mormonentums, wie etwa Kirchengeschichte oder Theologie. Außerdem enthält sie Artikel zu Themen, die nur am Rande etwas mit dem Mormonentum verbindet, zeigt aber die mormonische Perspektive dieser Themen auf, wie etwa Sport, Recht und Wissenschaft.
Der Herausgeber wollte die Enzyklopädie auch für Nichtmormonen verständlich machen und aus diesem Grund veröffentlichte er ein optionales fünftes Buch, in dem alle heiligen Schriften der Mormonen stehen, die in der Enzyklopädie zitiert werden.

## Rolle in der Kirche
Obwohl die Kirche an der Entstehung mitwirkte, besonders indem sie die Ressourcen der Brigham Young Universität freigab, gilt die Enzyklopädie als unabhängig und nicht kirchenoffiziell.
Trotz dieses  Anliegens und des nicht-mormonischen Verlegers wird die Enzyklopädie  von Menschen außerhalb der Kirche oft als offizielle oder halbamtliche Veröffentlichung gesehen. Diese Sicht ist glaubwürdig, da die BYU der Auftraggeber war. Außerdem arbeiteten sechs Generalautoritäten an dem Projekt mit, obwohl sie nicht als Autoren genannt wurden.

## Ansichten zum Inhalt
Zusätzlich zu etablierten Gelehrten trugen auch zu jener Zeit weniger bekannte mormonische Gelehrte zum Inhalt bei.
Kritiker äußerten geteilte Meinungen. George D. Smith schrieb am Ende seiner Rezension  der Enzyklopädie: „Als eine religiöse Enzyklopädie, die das Ziel hat, einen Glauben aufzubewahren, erfüllt die Enzyklopädie ihre Mission großartig. Zur gleichen Zeit, wie bei einem Eisberg, präsentiert sie nur einen Bruchteil des Hintergrundes und der Themen des Buches Mormon. Es ist die Kürze der Orthodoxie, welche den Mangel an Ausrichtung und Vielfalt erklärt, ohne welchen sie nie eine wirkliche Enzyklopädie wird.“
George D. Smith wurde nach Veröffentlichung der Enzyklopädie von der HLT-Kirche exkommuniziert. Er gehört zu den sogenannten September Six-Intellektuellen, welche wegen Kritik an der Kirche exkommuniziert wurden.